# ناحیه اندوور، شهرستان هنری، ایلینوی
ناحیه اندوور (به انگلیسی: Andover Township) یک منطقهٔ مسکونی در ایالات متحده آمریکا است که در شهرستان هنری، ایلینوی واقع شده‌است. ناحیه اندوور ۲۴۴ متر بالاتر از سطح دریا واقع شده‌است.